# 馬托爾語
馬托爾語（英語： 或 ）是烏拉爾語系薩莫耶德語族中一種已經消滅的語言。馬托爾語在1840年代就已經消滅。馬托爾語使用者主要居住在西伯利亞的薩彥嶺北部地區，靠近蒙古国北部边境。马托尔语使用者曾经生活在从米努辛斯克区东部葉尼塞河流域到贝加尔湖的广阔区域。马托尔语有三种方言留下了记录：马托尔本部方言、泰吉方言（Taygi）和卡拉加斯方言（Karagas，这个方言有时被认为是单独的语言，但跟其他方言区别不大）。
現今“馬托爾人”是“科伊巴爾人”的同义词。科伊巴尔人是哈卡斯人五个地理族群之一。（“科伊巴尔”这个词也是源自相关的萨莫耶德语族科伊巴尔语。）
马托尔语、塞爾庫普語及卡馬斯語经常被分类为“南萨摩耶德诸语言”。但这种分类仅是在地理上的分类，并不是语言学上萨莫耶德语族的一个分支。